# Coleophora infantinella
Coleophora infantinella é uma espécie de mariposa do gênero Coleophora pertencente à família Coleophoridae.